# TopWare Interactive
TopWare Interactive – polski wydawca gier komputerowych z siedzibą w Bielsku-Białej. Firma założona została w maju 1995 roku, choć wzmianki na jej temat w KRS pojawiły się już w 1992 roku.

## Historia
Formalnie za początek działalności wydawcy wskazuje się maj 1995 r., kiedy decyzją niemieckiego TopWare CD Service AG została założona filia w Bielsku-Białej (centralę firmy stanowił 5-piętrowy budynek), oraz oddziały w Rzeszowie i w Krakowie, zatrudniając w sumie 130 osób (stan na listopad 1997). Wybór lokacji uzasadniany był sąsiedztwem z Krakowem (gdzie znajdowała się siedziba TopWare Programy) oraz bliskością studia filmów rysunkowych, które brało czynny udział w produkcji Jacka Orlando.  Strategią TopWare w Polsce było, podobnie jak w Niemczech, sprzedaż tytułów w najniższej cenie (o ok. 2,5 – 3 razy taniej niż u konkurencji), co miało zniechęcić konsumentów do kupna pirackich kopii; oraz wydawanie gier w polskiej wersji językowej. Zarobek firmie przynosiła ilość sprzedanych kopii niż ich cena; poprzez obrót (wpływy na tyle rozsądne, aby pokrywały koszty produkcji). TopWare wyrażało zamiar nawiązania współpracy z polskimi dystrybutorami celem wspólnego wynegocjowania cen u amerykańskich wydawców i obniżenia cen sprzedanych w Polsce tytułów.
W następnych latach miało miejsce poszerzenie oferty wydawcy (w kwietniowym numerze Reset donoszono o premierze Realms of Arkania i Man of War), zaś polska prasa wskazywała, iż polityka niskich cen prowadzona przez TopWare odnosi sukces. W grudniowym Gamblerze informowano o zawarciu umowy dystrybucyjnej ze studiem Monolith Productions, wprowadzając na rynek polski wybrane tytuły (Rage of Mages, Shogo, Get Medieval). Z kolei, poprzez umowę zawartą przez firmę-matkę TopWare, a polskim Metropolis Software House pod koniec 1998 r,  stało się wydawcą gry Gorky 17 w Polsce (miało być też wydawcą niewydanego Wiedźmina oraz Two Worlds)
W kwietniu 1999 r. we wszystkich oddziałach TopWare Polska pracowało ok. 40 osób (20 w Bielsku-Białej, 20 w Krakowie). Barbara Wawrzeszkiewicz, przedstawicielka TopWare w rozmowie z redakcją PC Gamer Po Polsku podsumowała rok 1998 jako dobry, wskazując zarówno sukcesy (Knights & Merchants osiągnęło rekord sprzedaży – 5 tys. egzemplarzy w zaledwie dwa tygodnie od premiery; Emergency: Fighters for Life otrzymało dyplom od czasopisma Ratownictwo Polskie; utrzymanie credo "dobry produkt za niską cenę"), jak i porażki (nadal niska sprzedaż wynikająca po części z niepowodzeń pewnej ilości wydawanych przez TopWare tytułów).
TopWare zorganizowało wraz z innymi dystrybutorami (IPS Computer Group, Licomp Empirical Multimedia, Sony Poland) imprezę Cyberiada w Łódzkim Domu Kultury w grudniu 1999 r.
Firma posiadała własny zespół tłumaczy, zaś przy lokalizacji współpracowało m.in. z Teatrem Polskim. Świat Gier Komputerowych przyznał nagrodę Złotego Dysku w kategorii najlepszy wydawca/dystrybutor. Nagroda została wręczona ówczesnemu szefowi TopWare Polska Manfredowi Morinowi.
W lutym 2000 r. zawarto umowę z Buka Entertainment na dystrybucję gier rosyjskiego producenta w Polsce, w związku z tym na polski rynek trafiły Gromada i Echelon.
Pomimo bankructwa TopWare CD-Service w lutym 2001 r, działalność wydawcy pozostała niezagrożona, deklarując swą niezależność.  W kwietniu, akcje wydawcy (i działający wewnątrz firmy zespół deweloperski) zostały kupione przez ZUXXEZ Entertainment. W lutym 2002 r. w ankiecie przeprowadzonej przez serwis Gry-Online na „Najlepszego dystrybutora roku 2001 (biorąc pod uwagę: ceny gier, jakość polonizacji oraz samego wydania, atrakcyjność tytułów)", TopWare uplasował się na 4. miejscu z wynikiem 4,4%, co zdaniem autora było całkiem udanym wynikiem z uwagi na bankructwo niemieckiej firmy-matki. Prawdopodobnie, w wyniku umowy z Megaware Multimedia , w IV kwartale 2002 r. na polski rynek trafiły produkcje, tj. Bowling, Scooter Pro, Perfect Pool, Sleepwalker. Pod koniec maja/z początkiem czerwca 2003 r. wprowadziło system sprzedaży elektronicznej przez Internet (po dokonaniu jednorazowej opłaty za prawo użytkowania oprogramowania, konsument nabywał pełną wersję gry wraz z instrukcją w formie pliku). Miało też miejsce wystartowanie nowej strony internetowej w lipcu, zaś w lutym 2004 r. zostało wpisane do KRS.
W kolejnych latach, z nielicznymi wyjątkami, tytuły wydawane przez TopWare wykazywały spadek jakościowy. 27 maja 2009 r. firma została wykupiona przez Reality Pump Studios, co skutkowało zmianą w Zarządzie, gdzie Łukasz Kubiak zastąpił na stanowisku Prezesa Manfreda Morina pełniącego ową funkcję od 2003 r.; wówczas też miało miejsce poszerzenie oferty wydawcy o produkcje na konsole, lecz zabieg ten okazał się ostatecznie fiaskiem. Prawdopodobnie również wtedy, TopWare zaczęło zachęcać niezależnych polskich deweloperów do współpracy, oferując pomoc w wydaniu ich tytułów. Wydawca zorganizował w grudniu 2009 r. tzw. giermasz o nazwie GRADOLOT. W styczniu 2010 r. miała miejsce zmiana siedziby wydawcy, bezskuteczne próby zachęcenia ZUXXEZ do inwestycji w firmę oraz oświadczenie wydawcy o chęci współpracy z fanami wydawany przez firmę tytułów. Angażowała się w imprezy typu Grojkon 2010 r. W czerwcu 2010 r. w dokonanym przez magazyn Komputer Świat Gry rankingu polskich wydawców, TopWare zajęło 5. miejsce, pokonując na tym polu, m.in.  Ubisoft Polska, LEM, IQ Publishing. Tego samego miesiąca doszło do ostatecznego zamknięcia TopWare Poland, co nastąpiło 30 czerwca 2010 r, czego przyczyną był brak zainteresowania firmą ze strony niemieckiego właściciela. W 2011 roku Zuxxez zyskało międzynarodową nazwę TopWare Interactive.(tą sygnował się polski wydawca w mediach).
Przez okres istnienia studia, nawiązano współpracę z takimi wydawcami jak Buka Entertainment, Funatics Software, JoWooD Productions, Media Art, Megaware Multimedia, Midas Interactive, Pendulo Studios, Sixteen Tons Entertainment.

## Struktura
- ToonTRAXX Development Studios (Bielsko-Biała) – stworzyło Jacka Orlando, oraz serię Kurka Wodna
- TopWare Programy (Kraków) – studio deweloperskie odpowiedzialne za serie Earth, później przemianowane na Reality Pump Studios
- TopWare Rzeszów (Rzeszów) – o samym oddziale wiadomo niewiele, prawdopodobnie istniało do 1999 r. lub 2000 r[b][c]

## Serie wydawnicze
- Just 4 Fun – wzorem firmy matki, która wprowadziła ową serię w 2000 r, w tej serii były publikowane gry casualowe charakteryzujące się niską ceną[41]
- The Best of – seria ta miała został rozpoczęta z początkiem kwietnia 2008 r. i wstępnie obejmować 4 tytuły, tj. 18 Wheels of Steel: Haulin, X3: Reunion, Earth: Universe, Two Worlds[42]

## ToonTRAXX Development Studios
Studio działało od maja 1995 r. jako wewnętrzny zespół produkcyjny TopWare Polska z siedzibą w Bielsku-Białej, który był odpowiedzialny za produkcję jednego ze sztandarowych tytułów nowo debiutującego na polskim rynku wydawcy, Jacka Orlando.  Gra okazała się dużym sukcesem i zaowocowała produkcją nowej gry przygodowej, pt. Przygody rycerza Rogera, lecz ta została anulowana decyzją wydawcy, podając za przyczynę, przemijającą modę na gry przygodowe 2D. Prawdopodobnie, po przejęciu TopWare Polska przez ZUXXEZ w kwietniu 2001 r, zespół przyjął nazwę ToonTRAXX Development Studios i pod tym szyldem wydało Kurkę Wodną – ta sprzedała się w 50 tys. egzemplarzy i zaowocowała powstaniem dwóch kolejnych części wydanych również za granicą pt. ''Chicken Shoot''. W międzyczasie, wydano również odświeżonego Jacka Orlando z dopiskiem Director’s Cut w 2001 r; oraz na zagraniczne rynki – Chicken Shoot, które z czasem doczekały się portu na konsole przenośne. Aktywność studia znacząco spadła po wydaniu Kurki Wodnej 3 w 2003 r, acz nadal było aktywne, o czym świadczy notka prasowa ZUXXEZ z października 2004 r. Wtedy w studiu pracowało 12 osób. Działalność została wygaszona na przełomie 2005 r.
| Tytuł (Międzynarodowy)                             | Rok  | Wydawca                                                          | Platforma          | Uwagi |
| -------------------------------------------------- | ---- | ---------------------------------------------------------------- | ------------------ | --- |
| Jack Orlando: A Cinematic Adventure                | 1997 | TopWare CD-Service; TopWare Polska                               | MS-DOS; Windows 95 | |
| Kurka Wodna                                        | 2001 | TopWare Polska                                                   | Microsoft Windows  | |
| Jack Orlando: Director’s Cut                       | 2001 | JoWooD Productions; ZUXXEZ Entertainment; Akella; Topware Polska | Microsoft Windows  | Produkcja została wzbogacona o lokacje z anulowanej gry przygodowej tworzonej przez ten sam zespół, tj. Przygody rycerza Rogera.                        |
| Kurka Wodna 2: Zemsta Pana Franka (Chicken Shoot)  | 2002 | TopWare Polska; ZUXXEZ Entertainment                             | Microsoft Windows  | W 2005 r. zadebiutował port na Game Boy Advance, acz za nie odpowiedzalne było Frontline Studios i Vivid Design, zaś wydawcą było Destination Software. |
| Kurka Wodna: Wielkanocne Jaja                      | 2002 | TopWare Polska                                                   | Microsoft Windows  | |
| Kurka Wodna 3: Popłoch w kurniku (Chicken Shoot 2) | 2003 | TopWare Polska; ZUXXEZ Entertainment                             | Microsoft Windows  | W listopadzie wydano grę freeware o podtytule X-Mas Edition 2003                                                                                        |

## Wydane gry[g]
| Tytuł                                                          | Rok wydania                        | Producent                                                                            | Platforma                              | Uwagi | Sprzedaż elektroniczna | JUST 4 FUN |
| -------------------------------------------------------------- | ---------------------------------- | ------------------------------------------------------------------------------------ | -------------------------------------- | --- | ---------------------- | ---------- |
| Earth 2140                                                     | 1997                               | TopWare Programy                                                                     | Amiga; MS-DOS; Microsoft Windows       | W listopadzie 1997 r. Dirk P. Hassinger ujawnił, że gra sprzedała się w samych Niemczech w liczbie 150 tys. egzemplarzy. Debiut w Polsce w grudniu 1997 r. Na lipiec 1998 r. w Polsce sprzedało się 15 270 egzemplarzy, zaś w kwietniu 1999 r. sprzedaż w Polsce wyniosła ponad 20 tys. egzemplarzy. Na świecie, wg szacunków Mirosława Dymka rozeszła się w liczbie 500 – 750 tys. egzemplarzy, również dodatki do gry cieszyły się dużą popularnością (kwiecień 1999) Na grudzień 2000 r. magazyn Reset podał informację o sumie 300 tysięcy sprzedanych egzemplarzy. W 2001 r. w firmie Matay można było pozyskać konwersję na komputery Amiga. |                        |            |
| Jack Orlando: Cinematic Adventure                              | 1997                               | TopWare Interactive (ToonTRAXX Development Studios)                                  | Microsoft Windows                      | Grudniowy numer Gier Komputerowych donosił o premierze tytułu. W lipcowym 1998 r. Świecie Gier Komputerowych donoszono o sprzedaży rzędu 12 tys. egzemplarzy. Na kwiecień 1999 r. sprzedaż oscylowała w okolicach ponad 20 tys. sztuk. Na ok. 2001 r. wynik ten poprawił się do 25 tys.Reedycja z podtytułem Director’s Cut na nowsze systemy operacyjne Windows pojawiła się w planie wydawniczym TopWare na maj 2001 r.Premiera – w listopadzie. |                        |            |
| Earth 2140: Mission Pack – Final Conflict                      | 1998                               | TopWare Programy                                                                     | Microsoft Windows                      | Premiera w okolicach maja 1998 r. Zawiera w sobie zawartość Mission Pack 1 i Mission Pack 2 wydanych poza Polską. |                        |            |
| Man of War                                                     | 1998                               | Strategy First                                                                       | Microsoft Windows                      | Premiera w okolicach maja 1998 r. |                        |            |
| Realms of Arkania                                              | 1998                               | Attic Entertainment Software                                                         | MS-DOS                                 | Seria ta była oferowana w dwóch pudełkach: dwa tytuły (Blade of Destiny i Star Trail) były oferowane razem, trzecia (Shadows over Riva) osobno. W czerwcu 1998 r. miała miejsce premiera na polskim rynku. |                        |            |
| Spellcross: Ostatnia bitwa                                     | 1998                               | Cauldron                                                                             | MS-DOS; Windows 95                     | W sierpniowym numerze Gier Komputerowych pojawia się po raz pierwszy w sprzedaży. |                        |            |
| Emergency: Fighters for Life                                   | 1998                               | Sixteen Tons Entertainment                                                           | Microsoft Windows                      | Zapowiedź w kwietniowym ŚGK na lipiec 1998 rW sprzedaży od okolic września. |                        |            |
| Gold Games 2                                                   | 1998                               | TopWare różni                                                                        | MS-DOS; Microsoft Windows              | Składanka 22 tytułów wydana w cenie 129 zł. W Niemczech wydana w 1997 r., w Polsce pojawiła się w sprzedaży w okolicach września 1998 r. Tytuły, które wchodzą w skład zestawu to: - A4 Networks - Action Soccer - Age of Rifles - Air Power - Apache Longbow - Broken Sword - Bermuda Syndrom - Chaos Contol - Earthsiege 2 - Hind - International Tennis Open - King’s Quest 7 - Knight’s Chase - Orion Burger - Screamer - Shadows Over Riva - Solar Crusade - Star General - Tilt! - Toonstruck - Virtua Fighter - War Wind - Z |                        |            |
| Knights and Merchants: The Shattered Kingdom                   | 1998                               | Joymania Entertainment                                                               | Microsoft Windows                      | Premiera – listopad 1998 r. W ciągu 2 tygodni od debiutu w Polsce sprzedano ok. 5 tys. egzemplarzy. Na grudzień 1999 r. sprzedano ponad 20 tys. egzemplarzy. |                        |            |
| MayDay: Final Conflict                                         | 1998                               | Boris Games                                                                          | Microsoft Windows                      | W listopadowym Gamblerze pojawiła się zapowiedź i data premiery zaplanowana na listopad, w grudniu premiera. |                        |            |
| Rage of Mages                                                  | 1999                               | Nival Interactive                                                                    | Microsoft Windows                      | Prawdopodobnie premiera miała miejsce w okolicach lutego. |                        |            |
| Flying Saucer                                                  | 1999                               | PostLinear Entertainment                                                             | Microsoft Windows                      | W kwietniowych numerach Gier Komputerowych i Secret Service wskazywano dostępność gry w sprzedaży wysyłkowej |                        |            |
| Get Medieval                                                   | 1999                               | Monolith Productions                                                                 | Microsoft Windows                      | Po raz pierwszy informacja o dostępności gry pojawia się w kwietniowym Secret Service. |                        |            |
| Shogo: Mobile Armor Division                                   | 1999                               | Monolith Productions                                                                 | Microsoft Windows                      | Po raz pierwszy informacja o dostępności gry pojawia się w kwietniowym Secret Service. Została utytułowana "pierwszą grą FPP, której spolszczenia się podjęto" |                        |            |
| Gruntz                                                         | 1999                               | Monolith Productions                                                                 | Microsoft Windows                      | W majowym Resecie potwierdzono zakończenie lokalizacji gry. W sprzedaży detalicznej od okolic czerwca. W kwietniu 2005 r. wznowiono sprzedaż. |                        |            |
| Jagged Alliance 2                                              | 1999                               | Sir-Tech Canada                                                                      | Microsoft Windows                      | Pierwotnie planowany termin na święta 1998 r, został przesunięty na wiosnę 1999 r. Ostatecznie zadebiutował w listopadzie. Miesiąc po polskiej premierze sprzedaż wyniosła ponad 10 tys. |                        |            |
| Gorky 17                                                       | 1999                               | Metropolis Software House                                                            | Microsoft WindowsWindows 95 Windows 98 | Wstępnie zwany Gorky 13. Zapowiedź pojawiła się w styczniowym Resecie 1999 r. Premiera w listopadzie. Miesiąc po premierze, TopWare donosiło o znakomitej sprzedaży gry w Polsce. |                        |            |
| Gold Games 3                                                   | 1999                               | Topware różni                                                                        | Microsoft Windows                      | W sprzedaży w Polsce pojawiło się pod koniec 1999 r - Biing! - Bundesliga Manager 97 Gold - Demonworld - Earth 2140 - Flying Corps - G-Nome - Have a N.I.C.E. day! - Imperialismus - Jack Orlando - Joint Strike Fighter - Links LS: 98 - Pacific General - Panzer General II - P.O.D - Pro Pinball: Timeshock! - Soldiers at War - Street Racer - Sub Culture - Tomb Raider - Virtua Fighter 2 - WarBirds - War Wind II: Human Onslaught - World Football 98 |                        |            |
| Septerra Core                                                  | 2000                               | Rabid Entertainment Valkyrie Studios                                                 | Microsoft Windows                      | Pierwotny termin na wrzesień 1999 r., później przesunięto na grudzień. Ostatecznie premiera miała miejsce prawdopodobnie na początku 2000 r. (recenzja w lutowym 00 Gry Komputerowe) |                        |            |
| Earth 2150: Escape from the Blue Planet                        | 2000                               | TopWare Programy                                                                     | Microsoft Windows                      | Miało się pojawić na początku 1999 r, lecz dopiero w marcu 2000 r. miała miejsce premiera W maju TopWare przygotowało specjalną edycję gry z klockami do samodzielnego zbudowania jednostek bojowych znajdujących się w tytule, ponadto sygnalizowano stale napływającą liczbę zamówień oraz wyczerpywanie się magazynowych zapasów. W planach było wydanie gry w USA. |                        |            |
| Dragonfire: The Well of Souls                                  | 2000                               | Computerhouse                                                                        | Microsoft Windows                      | Czasopismo Secret Service podaje za termin wydania marzec, z kolei Gry Komputerowe podaje kolejno kwiecień i maj, wtedy też miała miejsce (przypuszczalnie) premiera. |                        |            |
| Gromada (Gromada Revenge)                                      | 2000                               | Buka Entertainment                                                                   | Microsoft Windows                      | Premiera w okolicach kwietnia 2000 r. |                        |            |
| Agharta: The Hollow Earth                                      | 2000                               | Aniware                                                                              | Microsoft Windows                      | Zapowiedź w maju 2000 r. z planowaną premierą na przełom lipca i czerwca. Termin przesunięto na III kwartał, premiera na przełomie sierpnia i września. |                        |            |
| Midnight Racing                                                | 2000                               | IncaGold Development                                                                 | Microsoft Windows                      | Premiera w okolicach września-października. Rok później, tę samą grę na polski rynek wydał Marksoft, co stało się, rzekomo, przyczyną sporu pomiędzy dwoma wydawcami. |                        |            |
| Cue Club                                                       | 2000                               | Buldog Interactive                                                                   | Microsoft Windows                      | W październiku 2000 r. premiera, rok później w lipcu wydana reedycja. W kwietniu 2003 r. pojawiło się ponownie w sprzedaży. |                        |            |
| Earth 2150: The Moon Project                                   | 2000                               | TopWare Programy                                                                     | Microsoft Windows                      | Zapowiedź w lipcu 2000 r, premiera w październiku. Gra nie zyskała rozgłosu. |                        |            |
| Puzzle Station                                                 | 2000                               | Ninai Games                                                                          | Microsoft Windows                      | Premiera – 7 grudnia 2000 r | T                      |            |
| Enemy Engaged: RAH-66 Comanche versus KA-52 Hokum              | 2001                               | RazorWorks                                                                           | Microsoft Windows                      | Premiera – styczeń 2001 r |                        |            |
| Kurka Wodna                                                    | 2001                               | ToonTRAXX                                                                            | Microsoft Windows                      | Premiera – styczeń 2001 r.. Okazała się również najlepiej sprzedającym się tytułem w Sklepie Gry-Online w 2001 r. | T                      |            |
| Grouch                                                         | 2001                               | Revistronic                                                                          | Microsoft Windows                      | Zapowiedź i premiera w marcu 2001 |                        |            |
| Pasaż 3                                                        | 2001                               | Gekko Software                                                                       | Microsoft Windows                      | Zapowiedź na kwiecień 2001 r. W marcu premiera. 31 marca 2003 r. wznowiona sprzedaż. |                        |            |
| Catan: Pierwsza Wyspa                                          | 2001                               | Funatics Development                                                                 | Microsoft Windows                      | Zapowiedź w październiku 2000 r. z przewidywaną premierą na styczeń 2001 r. Premiera w kwietniu. |                        |            |
| Resurrection: Powrót Czarnego Smoka                            | 2001                               | Nébula Entertainment                                                                 | Microsoft Windows                      | W marcu była ona w przygotowaniu. Zapowiedź na kwiecień 2001 r. wówczas miała też miejsce premiera |                        |            |
| Super TAXI Driver                                              | 2001                               | KingCabTeam                                                                          | Microsoft Windows                      | Zapowiedź na kwiecień 2001, miesiąc później premiera |                        |            |
| M. Alien Paranoia                                              | 2001                               | Eclipse Software                                                                     | Microsoft Windows                      | W planie wydawniczym, premiera na maj 2001 r Premiera, miesiąc później. |                        |            |
| Odjazdowy Rajd (lub ToonCar)                                   | 2001                               | Revistronic                                                                          | Microsoft Windows                      | Zapowiedź w lipcu 2001 r Premiera – sierpień 2001 . |                        | T          |
| World War III: Black Gold                                      | 2001                               | Reality Pump Studios                                                                 | Microsoft Windows                      | Planowano premierę na II kwartał 2001 rPo licznych przesunięciach, w październiku premiera |                        |            |
| Echelon                                                        | 2001                               | Buka Entertainment                                                                   | Microsoft Windows                      | Zapowiedź na wiosnę 2001 r. Premiera – w listopadzie. |                        |            |
| The Troma Project                                              | 2001                               | Nekrosoft                                                                            | Microsoft Windows                      | Premiera planowana na październik, miesiąc później debiut. |                        |            |
| Knights and Merchants: The Peasants Rebellion                  | 2001                               | Joymania Entertainment                                                               | Microsoft Windows                      | Pod koniec listopada premiera |                        |            |
| Heli Heroes                                                    | 2001                               | Reality Pump Studios                                                                 | Microsoft Windows                      | Zapowiedź w maju 2001 rPremiera – grudzień. |                        |            |
| Earth 2150: Lost Souls                                         | 2002                               | Infinite-X                                                                           | Microsoft Windows                      | Pierwsze zapowiedzi w kwietniu 2001 r. pod roboczą nazwą Earth 3: Conquest of the Red Planet na IV kwartał 2001. W styczniu debiut. |                        |            |
| Solaris 1.0.4                                                  | 2002                               | Apollo Entertainment                                                                 | Microsoft Windows                      | Premiera w styczniu 2002 r |                        |            |
| Perfect Pool                                                   | 2002                               | Megaware Multimedia                                                                  | Microsoft Windows                      | | T                      |            |
| Road Wage                                                      | 2002                               | Midas Interactive                                                                    | Microsoft Windows                      | Premiera w lutym 2002 r | T                      |            |
| Kurka Wodna: Wielkanocne Jaja                                  | 2002                               | ToonTRAXX Devlopment Studios                                                         | Microsoft Windows                      | Premiera w marcu 2002 r. Wydana w limitowanej serii z okazji Świąt Wielkanocnych. |                        |            |
| Space Haste 2                                                  | 2002                               | Church of Electronic Entertainment Dreams Interactive                                | Microsoft Windows                      | Premiera w marcu 2002 r. |                        |            |
| Star Trek Deep Space Nine: Dominion Wars                       | 2002                               | Gizmo Games                                                                          | Microsoft Windows                      | Prawa do wydania gry zostały przejęte od Lemon Interactive pod koniec lipca 2001 r. Planowana była premiera na listopad 2001 r Debiut w kwietniu. |                        |            |
| Władca Bulionu                                                 | 2002                               | e.p.i.c. Interactive                                                                 | Microsoft Windows                      | Premiera w okolicach czerwca (co wskazuje recenzja w czerwcowym Gry Komputerowe 2002 Dołączany gratisowo wraz z grą Hopmon w październiku. | T                      | T          |
| Bowling (3D Bowling/Strike!)                                   | 2002                               | Megaware Multimedia                                                                  | Microsoft Windows                      | Inne nazwy – 3D Bowling oraz Strike! Premiera we wrześniu 2002 r | T                      |            |
| Frontline Attack: War over Europe (World War II: Panzer Claws) | 2002                               | In Images Reality Pump Studios                                                       | Microsoft Windows                      | Zapowiedź na I kwartał 2002 r.Premiera- 1 października | T                      |            |
| Auryn Quest: The Neverending Story                             | 2002                               | Discreet Monsters                                                                    | Microsoft Windows                      | Premiera w październiku 2002 r |                        |            |
| Hopmon                                                         | 2002                               | Xplorys Limited                                                                      | Microsoft Windows                      | Rozpoczęcie sprzedaży w październiku 2002 r | T                      | T          |
| Runaway: A Road to Adventure                                   | 2002                               | Pendulo Studios                                                                      | Microsoft Windows                      | W planie wydawniczym – na kwiecień 01. Zakładano w czerwcu premierę, lecz wydawca gry, Dinamic Multimedia popadł w kłopoty finansowe w związku z tym premiera gry została odłożona na okres powakacyjny. We wrześniu Dinamic zbankrutował, więc premiera gry została ograniczona do rodzimego rynku, zaś zagraniczne wydania, w tym polskie, zostały anulowane Wraz z grudniem 2002 r. i powzięciem decyzji o wydaniu gry na rynku brytyjskim przez GMX Media, TopWare potwierdziło zamiar wydania gry, umieszczając ją w terminie II kwartału 2003 r Premiera – 24 października.                                                                  |                        |            |
| TAXI Challenge: Berlin                                         | 2002                               | KingCabTeam                                                                          | Microsoft Windows                      | Planowana data wydania w Polsce – lipiec 2002 Premiera – październik 2002 r |                        | T          |
| Magic Builder                                                  | 2002                               | ZOIment                                                                              | Microsoft Windows                      | Premiera – listopad 2002 r |                        | T          |
| Scooter Pro                                                    | 2002                               | Fusion Digital Entertainment                                                         | Microsoft Windows                      | Premiera – listopad 2002 r |                        | T          |
| Kurka Wodna 2: Zemsta Pana Franka                              | 2002                               | ToonTRAXX Development Studios                                                        | Microsoft Windows                      | Zapowiedź na październik 2002 r W grudniu premiera w Dobrej GRZE. | T                      |            |
| Sleepwalker                                                    | 2003                               | Exelweiss Entertainment                                                              | Microsoft Windows                      | Premiera w styczniu 2003 r | T                      | T          |
| BomberFUN                                                      | 2003                               | LightBrain GmbH                                                                      | Microsoft Windows                      | Premiera – luty. |                        | T          |
| Emergency 2: The Ultimate Fight for Life                       | 2003                               | Sixteen Tons Entertainment                                                           | Microsoft Windows                      | W grudniu 2002 r. nabyto prawa do wydania. Premiera – 18 kwietnia 2003 r |                        |            |
| Hard Truck: 18 Wheels of Steel                                 | 2003                               | SCS Software                                                                         | Microsoft Windows                      | Premiera w maju 2003 r. | T                      |            |
| Polanie II                                                     | 2003                               | Reality Pump Studios                                                                 | Microsoft Windows                      | Zapowiedź na I kwartał 2002 r Premiera – we wrześniu. | T                      |            |
| Kurka Wodna 3: Popłoch w kurniku                               | 2003                               | ToonTRAXX Development Studios                                                        | Microsoft Windows                      | Premiera – październik. | T                      |            |
| TAXI Challenge: Londyn                                         | 2003                               | Blimb Entertainment                                                                  | Microsoft Windows                      | Premiera – 7 listopada 2003 r |                        |            |
| Snow Ride                                                      | 2003                               | Slingshot Game Technology                                                            | Microsoft Windows                      | Premiera – 2 grudnia 2003 r. |                        | T          |
| Football Club                                                  | 2003                               | Feedback Games                                                                       | Microsoft Windows                      | Premiera – 2 grudnia 2003 r. |                        | T          |
| Wyprawa na Północ                                              | 2004                               | Funatics Software                                                                    | Microsoft Windows                      | Wydawca opublikował na swojej stronie internetowej ankietę, gdzie dał możliwość wyboru, pod jakim tytułem wydać grę, czy zachować oryginalną nazwę (Northland) czy spolszczoną (Wyprawa na Północ). Premiera w styczniu 2004 r |                        |            |
| Crime Scene Manhattan                                          | 2004                               | Blimb Entertainment                                                                  | Microsoft Windows                      | Premiera – 10 luty 2004 r |                        |            |
| EEP3 – Profesjonalny Symulator Kolei                           | 2004                               | Software Untergrund GmbH & Co.KG.                                                    | Microsoft Windows                      | W kwietniu poinfomowano o pracach lokalizacyjnych. Premiera – maj. |                        |            |
| Struś Szybki Lopez                                             | 2004                               | Geleos Media                                                                         | Microsoft Windows                      | 26 kwietnia sprzedaż wysyłkowa, w maju premiera w sklepach. |                        | T          |
| Castle Strike                                                  | 2004                               | Related Designs                                                                      | Microsoft Windows                      | Zapowiedź w lutym. Premiera – 5 lipca 2004 r |                        |            |
| The I of the Dragon                                            | 2004                               | Primal Software                                                                      | Microsoft Windows                      | 6 sierpnia 2004 r. premiera |                        |            |
| New York Taxi (Taxi Challenge: New York)                       | 2004                               | Blimb Entertainment                                                                  | Microsoft Windows                      | Zapowiedź w sierpniu 2004 r, premiera – miesiąc później |                        |            |
| Red Clash                                                      | 2004                               | Blimb Entertainment                                                                  | Microsoft Windows                      | Premiera – 15 października 2004 r |                        |            |
| Joanna d'Arc (inaczej Wars & Warriors: Joan of Arc)            | 2004                               | Enlight Software                                                                     | Microsoft Windows                      | Pomimo dość szczątkowych informacji nt. gry – ta była w ofercie TopWare. Prawdopodobnie zadebiutowała w listopadzie/grudniu. |                        |            |
| Painkiller                                                     | 2004                               | People Can Fly                                                                       | Microsoft Windows                      | Tytuł pojawił się w serii Dobra Gra oraz w ofercie TopWare od listopada/grudnia 2004 r. |                        |            |
| Kurka Wodna Trylogia                                           | 2004                               | ToonTRAXX Development Studios                                                        | Microsoft Windows                      | Debiut w okolicach grudnia 2004 r. – wydanie zbiorcze wszystkich, trzech części |                        |            |
| Winter Sports Extreme                                          | 2005                               | Media Seasons                                                                        | Microsoft Windows                      | Premiera – styczeń 2005 r. |                        |            |
| Wilk Morski (Sea Wolves)                                       | 2005                               | Ghost Software                                                                       | Microsoft Windows                      | Zapowiedź w styczniu 2005 r. Premiera – luty 2005 r |                        |            |
| Restricted Area                                                | 2005                               | Master Creating                                                                      | Microsoft Windows                      | W listopadzie zapowiedziano na I kwartał 2005 r Premiera w marcu 2005 r. |                        |            |
| Road To Fame                                                   | 2005                               | 576 Media                                                                            | Microsoft Windows                      | Pojawił się w planie wydawniczym na 2005 r Premiera w kwietniu (początkowo w sklepie internetowym) |                        |            |
| Earth 2160                                                     | 2005                               | Reality Pump Studios                                                                 | Microsoft Windows                      | Pierwotnie zapowiadany w marcowym Gry Komputerowe i w serwisie Gry-Online – na I kwartał 2004 r 8 lipca premiera21 lipca wersja limitowana gry rozeszła się. | T                      |            |
| Alexander: The Heroes Hour                                     | 2005                               | Meridian 93                                                                          | Microsoft Windows                      | Premiera – wrzesień. |                        |            |
| Singles 2: Triple Trouble                                      | 2005                               | Rotobee                                                                              | Microsoft Windows                      | Premiera w październiku 2005 r. |                        |            |
| Emergency 3: Mission Life                                      | 2005                               | Sixteen Tons Entertainment                                                           | Microsoft Windows                      | Pojawił się w planie wydawniczym na 2005 r Pod koniec października premiera. |                        |            |
| 18 Wheels of Steel: Pedal to the Metal                         | 2005                               | SCS Software                                                                         | Microsoft Windows                      | Premiera – listopad 2005 r |                        |            |
| Jagged Alliance 2: Wildfire                                    | 2005                               | i-Deal Games                                                                         | Microsoft Windows                      | Pojawił się w planie wydawniczym na 2005 r Premiera – w grudniu. |                        |            |
| Emergency 4                                                    | 2005                               | Sixteen Tons Entertainment                                                           | Microsoft Windows                      | Premiera w grudniu. |                        |            |
| The Kings of the Dark Age                                      | 2006                               | Cateia Games                                                                         | Microsoft Windows                      | Pojawił się w planie wydawniczym na 2005 rPremiera – luty 2006 r. |                        |            |
| Medieval Conquest                                              | 2006                               | Cat Daddy Games                                                                      | Microsoft Windows                      | Premiera – luty 2006 r. | T                      |            |
| Hot Dogs Hot Girls                                             | 2006                               | Fuzzyeyes Entertainment                                                              | Microsoft Windows                      | Zakładana premiera na styczeń. Przesunięta premiera na marzec 2006 r |                        |            |
| World War II: Panzer Claws II                                  | 2006                               | In Images Reality Pump Studios                                                       | Microsoft Windows                      | Pojawił się w planie wydawniczym na 2005 r Premiera – kwiecień 2006 r. |                        |            |
| Neuro Hunter                                                   | 2006                               | Media Art                                                                            | Microsoft Windows                      | W kwietniu 2006 r. premiera. |                        |            |
| Earth Universe                                                 | 2006                               | Reality Pump Studios                                                                 | Microsoft Windows                      | Limitowane, kolekcjonerskie wszystkich trzech części serii Earth wraz z dodatkami. Premiera – kwiecień 2006 r. |                        |            |
| 18 Wheels of Steel: Across America                             | 2006                               | SCS Software                                                                         | Microsoft Windows                      | W maju zapowiedź i premiera. |                        |            |
| Lagsters                                                       | 2006                               | Boolat Game Development                                                              | Microsoft Windows                      | Premiera – maj 2006 r. |                        |            |
| EEP4 – Profesjonalny Symulator Kolei                           | 2006                               | Software Untergrund GmbH & Co.KG.                                                    | Microsoft Windows                      | Premiera – wrzesień 2006 r. | T                      |            |
| 18 Wheels of Steel: Convoy                                     | 2006                               | SCS Software                                                                         | Microsoft Windows                      | Premiera – październik 2006 r. | T                      |            |
| X3: Reunion                                                    | 2006                               | Egosoft                                                                              | Microsoft Windows                      | Wstępnie planowano grudzień 2005 r Ostatecznie pojawiło się w październiku 2006r |                        |            |
| Dream Pinball 3D                                               | 2006                               | ASK Homework                                                                         | Microsoft Windows                      | W lipcu 2006 r. został ogłoszony konkurs, w którym można było wygrać 10 000 $. Zwycięzcą okazał się Polak. Premiera – listopad. | T                      |            |
| Fast & Funny                                                   | 2006                               | Geleos Media                                                                         | Microsoft Windows                      | Premiera – w listopadzie/na początku grudnia 2006 r. |                        |            |
| 18 Wheels of Stel: Haulin'                                     |                                    | SCS Software                                                                         | Microsoft Windows                      | Premiera – styczeń 2007 r | T                      |            |
| Cinema Empire                                                  | destraX Entertainment Software GbR | Premiera – luty 2007 r.                                                              | Microsoft Windows                      | |                        |            |
| Bus Driver                                                     | SCS Software                       | Premiera w sprzedaży wysyłkowej – w marcu 2007 r, w sklepach – na początku kwietnia. | Microsoft Windows                      | T |                        |            |
| Two Worlds                                                     | Reality Pump Studios               | Przewidywana premiera – czerwiec 2007 r                                              | Microsoft Windows                      | |                        |            |
| Monarch: The Butterfly King                                    | Reflexive Entertainment            | Prawdopodobnie – sierpień 2007 r                                                     | Microsoft Windows                      | |                        |            |
| 18 Wheels of Steel: Amerykańskie legendy szos                  | SCS Software                       | Premiera w okolicach grudnia 2007 r.                                                 | Microsoft Windows                      | |                        |            |
| Nostradamus: Ostatnia przepowiednia                            | 2008                               | Kheops Studio                                                                        | Microsoft Windows                      | Premiera – luty 2008 r |                        |            |
| Imperium Romanum                                               | 2008                               | Haemimont Games                                                                      | Microsoft Windows                      | Planowana premiera – marzec 2008 r |                        |            |
| Building & Co: You're the Architect                            | 2008                               | Creative Patterns                                                                    | Microsoft Windows                      | Premiera – maj 2008 r |                        |            |
| Hired Guns: The Jagged Edge                                    | 2008                               | GFI Russia                                                                           | Microsoft Windows                      | Pierwszy nakład 10 tys. egzemplarzy. W czerwcu 2008 r. premiera |                        |            |
| Euro Truck Simulator                                           | 2008                               | SCS Software                                                                         | Microsoft Windows                      | Premiera w sierpniu 2008 r |                        |            |
| Bus Simulator Deluxe                                           | 2009                               | Contendo Media                                                                       | Microsoft Windows                      | Premiera w marcu 2009 r |                        |            |
| Garbage Truck Simulator                                        | 2009                               | Contendo Media                                                                       | Microsoft Windows                      | Premiera – kwiecień 2009 r Przedsprzedaż w marcu |                        |            |
| Euro Truck Simulator: Ekspansja Wielka Brytania                | 2009                               | SCS Software                                                                         | Microsoft Windows                      | Premiera – kwiecień 2009 r |                        |            |
| National Geographic: Plan It Green                             | 2009                               | National Geographic Games Gunnar Games                                               | Microsoft Windows                      | Premiera – lipiec 2009 r |                        |            |
| Velvet Assassin                                                | 2009                               | Replay Studios GmbH                                                                  | Microsoft Windows; Xbox 360            | Premiera – lipiec 2009 r |                        |            |
| 18 Wheels of Steel: Legends                                    | 2009                               | SCS Software                                                                         | Microsoft Windows                      | Premiera – sierpień 2009 r |                        |            |
| Dream Pinball 3D                                               | 2009                               | ASK Homework                                                                         | Nintendo DS; Nintendo Wii              | Premiera – sierpień 2009 r |                        |            |
| The Path                                                       | 2009                               | Tale of Tales                                                                        | Microsoft Windows                      | Premiera planowana na lipiec 2009 r Premiera – wrzesień 2009 r |                        |            |
| Mushroom Men: The Spore Wars                                   | 2009                               | Red Fly Studios                                                                      | Nintendo Wii                           | Premiera – październik 2009 r |                        |            |
| Mushroom Men: Rise of the Fungi                                | 2009                               | Red Fly Studios                                                                      | Nintendo DS                            | Premiera – październik 2009 r |                        |            |
| Section 8                                                      | 2009                               | TimeGate Studios                                                                     | Microsoft Windows; Xbox 360            | Premiera – październik 2009 r |                        |            |
| Raven Squad: Operation Hidden Dagger                           | 2009                               | Atomic Motion                                                                        | Microsoft Windows; Xbox 360            | Premiera – listopad 2009 r |                        |            |
| 18 Wheels of Steel: Extreme Trucker                            | 2009                               | SCS Software                                                                         |                                        | Premiera – listopad 2009 r |                        |            |
| Wild Trucks                                                    | 2009                               | Disorder Interactive                                                                 | Microsoft Windows                      | Premiera – grudzień 2009 r |                        |            |
| Ceville                                                        | 2009                               | Boxed Dream                                                                          | Microsoft Windows                      | Premiera – grudzień 2009 r |                        |            |
| John Deere: Drive Green (John Deere: Symulator Farmy)          | 2010                               | Gabriel Interactive                                                                  | Microsoft Windows                      | Premiera – styczeń 2010 r |                        |            |
| German Truck Simulator                                         | 2010                               | SCS Software                                                                         | Microsoft Windows                      | Premiera – luty 2010r |                        |            |

## Niewydane gry
| Tytuł                                     | Rok  | Producent                            | Opis |
| ----------------------------------------- | ---- | ------------------------------------ | --- |
| Wiedźmin                                  | 1997 | Metropolis Software House            | Zapowiedź gry pojawiła się w listopadowym numerze Secret Service w 1997; gra miała swoją rozgrywką przypominać gry z serii Tomb Raider autorstwa Core Design z elementami RPG, i opierać się na wybranych opowiadaniach z Ostatniego życzenia i Miecza przeznaczenia autorstwa Andrzeja Sapkowskiego. Przewidywana data premiery: 1998 r Później okazało się, że za dystrybucję w Polsce odpowiedzialne będzie IPS Computer Group. Ostatecznie projekt ten porzucono. |
| Thunderbird                               | 1997 | TopWare/?                            | Informacja pojawiła się w reklamie promującej TopWare opublikowanej w listopadowym numerze Gamblera w 1997 r. Nie jest pewne, czy gra powstawała w TopWare, czy miało ono zostać przez nie wydane Jedna z ostatnich reklam tego rodzaju pojawiła się w marcowym Action Plus w 1998 r Gra ta miała być "symulatorem śmigłowca". |
| Alien Assault                             | 1997 | TopWare/?                            | Informacja pojawiła się w reklamie promującej TopWare opublikowanej w listopadowym numerze Gamblera w 1997 r. Jedna z ostatnich reklam tego rodzaju pojawiła się w marcowym Action Plus w 1998 r |
| Freddy                                    | 1997 | TopWare Rzeszów                      | Tytuł powstawał w rzeszowskim oddziale TopWare i miał mieć premierę w maju. Ostatnia wzmianka w listopadowym Gamblerze. Z nieznanych przyczyn, gra pojawiła się na rynku dopiero w lutym 1999 r. nakładem PPH Maria SC |
| Devastator                                | 1998 | TopWare                              | Zapowiedź w lipcu 1998 r. – gra miała być RTS-em osadzonym w środowisku 3D, którego innowacją miało być zlecanie misji na bieżąco podczas rozgrywki poprzez stały kontakto radiowy z dowództwem. Gra miała mieć 18 map w trybie kampanii oraz 12 większych rozmiarem do trybu sieciowego Szefem projektu był Jarosław Syrylak. Planowana premiera na koniec 1998 rZnajdowało się w planie wydawniczym na rok 1999 r. jeszcze w grudniu 1998 r Ingerencja wydawcy – przyczyną kasacji projektu |
| Przygody rycerza Rogera                   | 1999 | TopWare/ToonTRAXX                    | Kulisy Powód skasowania projektu – wyparcie gier przygodowych 2D na rzecz 3D |
| Pizza Syndicate                           | 1999 | Software 2000                        | W marcowym Resecie zapowiedziano wydanie gry nakładem TopWare. Ostatecznie, gra ukazała się pod koniec roku nakładem CD Projektu. |
| Kapitan Pazur                             | 1999 | Monolith Productions                 | Znajdował się w planie wydawniczym na 1999 r. Jeszcze na kwiecień 1999 r. gra tytułowana była oryginalnym Claw Nie wiadomo, czy zostało ostatecznie przez nie wydane. Ostatecznie tytuł ten pojawił się nakładem Techlandu. |
| Blood 2: The Chosen: The Nightmare Levels | 1999 | Monolith Productions                 | Gra miała być wydana przez TopWare, lecz ostatecznie do tego nie doszło. |
| Wizardry 8                                | 1999 | Sir-Tech Canada                      | Gra miała być wydana przez TopWare w 1999 r. Przeciągające się prace nad produkcją gry doprowadziły do zmiany wydawcy w Polsce, i oficjalnie w listopadzie 2001 r. CD Projekt stał się wyłącznym dystrybutorem gry. |
| Iron Dignity                              | 2000 | Artex Software                       | Tytuł ten pojawił się w planie wydawniczym TopWare na wrzesień 2000 r. W listopadowym Resecie pojawiła się zapowiedź – gra ta miała być taktyczną strzelanką, charakteryzującą się opcją dowolnego ustawiania kamer wewnątrz pojazdów oraz przejmowaniem kontroli nad dowolnie wybraną jednostką. Potem premiera została przesunięta na wiosnę 2001 r; potem czerwiec i ostatecznie – na bliżej nieokreślony termin. Twórcy zapewniali, iż upadek TopWare Interactive nie powoduje wstrzymania prac nad grą. Ostatecznie, projekt został porzucony z powodu "licznych, różnego rodzaju przyczyn" w okolicach 2002 r |
| It Came For Zog                           | 2000 | Pixeleers Entertainment              | Na mocy umowy, jaką firma-matka TopWare zawarło z duńskim Pixeleers w maju 2000 r, tytuł ten znalazł się m.in. w planie wydawniczym polskiego oddziału Tytuł ten pojawił się w planie wydawniczym TopWare na wrzesień 2000 r. Premiera przesunięta na czerwiec 2001 r. Problemy finansowe twórców przekreśliły szanse na wydanie gry.. |
| Seraphim                                  | 2000 | Valkyrie Studios                     | Gra została zrecenzowana w kwietniowym Secret Service, jako termin wydania wskazano marzec 2001 r. w Polsce. Tytuł ten nie doczekał się wydania na rynku międzynarodowym, gdyż studio Valkyrie nie było w stanie znaleźć wydawcy (Monolith Productions wycofało się z działalności wydawniczej w 1999) i sfinansować projekt. |
| Two Worlds                                | 2000 | Metropolis Software House            | Zapowiedź w 83/2000 SS. Premiera była planowana na wiosnę 2001 r. Przesunięto czas zakończenia prac nad grą na okres przedwakacyjny 2001 r W wywiadzie z 2004 r. ujawnione zostało, iż tytuł był na etapie przymiarek i do poważnych prac nad nim nie doszło. Na dodatek, wydawca Topware Interactive upadł, w międzyczasie, co pogrążyło projekt. |
| America                                   | 2001 | Related Designs                      | Zapowiedź na maj 2001 Brak informacji o polskim wydaniu na stronie producenta (w wersji od roku 2003) ani na polskich serwisach growych. |
| Speedboat Attack                          | 2001 | Criterion Studios                    | Zapowiedź w 2001 r. |
| Mr. Driller                               | 2001 | Namco                                | Planowana premiera – III kwartał 2001 r Ostatecznie do niej nie doszło. |
| Rabid Dogs                                | 2002 | Nekrosoft                            | Kontynuacja Rezerwowych psów z 1998 r, tworzona z myślą o wydaniu tytułu na rynek międzynarodowy. W związku z nieporozumieniami na linii producent-wydawca, projekt został porzucony. |
| Dragonfarm                                | 2002 | Soft Enterprises                     | Zapowiedź w październiku 2002 r Gra nie doczekała się wydania. |
| Tortuga Bay                               | 2003 | Brainfactor Entertainment            | Widnieje w planie wydawniczym na rok 2003 r, lecz ostatecznie na polskim rynku pojawiło się nakładem Lemon Interactive. |
| Polanie III                               | 2005 | Reality Pump Studios                 | Tytuł ten pojawił się w planie wydawniczym na rok 2005 r, ze wskazanem na I kwartał (za granicą nosić miał tytuł Knightshift 2: Curse of Souls), potem przesunięto termin na grudzień 2005 r, i miał przyjąć formę RPG (projekt ten wyewoluował w nowe IP – Two Worlds) |
| Heroes of Annihilated Empires             | 2005 | GSC Game World                       | Pojawił się w planie wydawniczym na 2005 r Ostatecznie, gra ukazała się nakładem Techlandu. |
| Star Heritage: The Black Cobra            | 2005 | First Step Studios                   | Pojawił się w lutym w planach wydawniczych na bliżej nieokreślony termin. Do ostatecznej realizacji nie doszło, znikając z planów, miesiąc później, z nieznanych przyczyn. Późniejsze zamknięcie developera przekreśliło szanse. |
| Shopping Centre Tycoon                    | 2005 | Virtual Playground                   | Tytuł pojawił się w marcu w planach wydawniczych wydawcy, w czerwcu gra doczekała się daty wydania, tj. wrzesień br. Gra widniała w planach do listopada 2005 r, później zniknęła. |
| X2: The Threat                            | 2005 | Egosoft                              | W marcu w planach wydawniczych, miesiąc później "zastąpiony" przez X3: Reunion. |
| Monster Madness: Battle for Suburbia      | 2007 | Artificial Studios Immersion Games   | Pod koniec września pojawiła się zapowiedź. Prawdopodobnie w planach firmy pozostawała do grudnia br. |
| Oniblade (X-Blades)                       | 2008 | Gaijin Entertainment                 | W wiadomościach z tamtego okresu przewinęła się informacja o wydaniu gry w Polsce przez TopWare. Ostatecznie tytuł ten pojawił się nakładem CD-Projekt. |
| Runaway: Przewrotny Los                   | 2009 | Pendulo Studios                      | Planowano premierę na styczeń 2010r, lecz upadek wydawcy pokrzyżował te plany. Ostatecznie grę wydał Ubisoft Polska |
| Scivelation                               | 2009 | Black Wing Foundation n-Game Studios | Tytuł ten został przejęty przez TopWare po porzuceniu jej przez innego wydawcę (projekt wcześniej nosił tytuł Salvation). Gra inspirowana serią Gears of War, miała zadebiutować w III kwartale 2010 r. na PC i Xbox 360. |
| Enclave: Shadows of Twilight              | 2010 | Dojodoo Enterprise                   | Wydawca miał zająć się wydaniem tytułu na konsolę Wii. |

## Wydane programy
Wydane programy:
- Config
- Navigator
- MP3 Multi-Studio Pro[331]
- Font Installer (Hemming)[332]
- Wirtualne Studio Wizażu (Media Art; czerwiec 2002 r, wznowienie w 2004)[333][334]
- Kreator Wizytówek (wznowienie w styczniu 2004)[335][336]
- SimonTools XP-Tuner 2006 (czerwiec 2006)[337][244]
- 3D ParticleGen Visual FX ( Reality Pump Studios, 2007) – narzędzie do generowania trójwymiarowych efektów graficznych; występował on w wersji użytkowej (Personal Edition) i profesjonalnej (Professional Edition)

## Ciekawostki
- W okolicach 2002 r. wydawca zaczął oferować gadżet, tzw. Kurkociąg do treningu dłoni i poprawy samopoczucia[338][339][340][341]
- Wydawca na swojej stronie zaoferował graczom grę typu wąż pt. Pastuszkowa dola (wrzesień 2003)[342]